# HC Litomyšl
HC Litomyšl (celým názvem: Hockey Club Litomyšl) je český klub ledního hokeje, který sídlí ve městě Litomyšl v Pardubickém kraji. Založen byl v roce 1935 pod názvem SK Litomyšl. Od sezóny 2006/07 působí v Pardubické krajské lize, čtvrté české nejvyšší soutěži ledního hokeje. Klubové barvy jsou modrá, červená a bílá.
Své domácí zápasy odehrává na zimním stadionu Litomyšl s kapacitou 1 820 diváků.

## Historické názvy
Zdroj:
- 1935 – SK Litomyšl (Sportovní klub Litomyšl)
- HC Jiskra Litomyšl (Hockey Club Jiskra Litomyšl)
- HC Senquar Litomyšl (Hockey Club Senquar Litomyšl)
- HC Litomyšl (Hockey Club Litomyšl)

## Přehled ligové účasti
Stručný přehled
Zdroj:
- 1994–1995: 2. liga – sk. Východ (3. ligová úroveň v České republice)
- 2003–2006: Královéhradecká a Pardubická krajská liga – sk. B (4. ligová úroveň v České republice)
- 2006–2012: Pardubická krajská liga (4. ligová úroveň v České republice)
- 2012–2013: Pardubická krajská liga – sk. Východ (4. ligová úroveň v České republice)
- 2013– 2021: Pardubická krajská liga (4. ligová úroveň v České republice)
- 2021– : Královéhradecká a Pardubická krajská liga (4. ligová úroveň v České republice)

Jednotlivé ročníky
Zdroj:
Legenda: ZČ - základní část, červené podbarvení - sestup, zelené podbarvení - postup, fialové podbarvení - reorganizace, změna skupiny či soutěže
| Česko (1994 – ) |                                                   |           |           |                                                              |              |
| Sezóny          | Soutěž                                            | Úroveň    | ZČ        | Play-off, nadstavba, sk. o udržení...                        | Poznámky     |
| 1993/94         | Východočeský krajský přebor                       | 4. úroveň | 1. místo  |                                                              | Postup       |
| 1994/95         | 2. liga – sk. Východ                              | 3. úroveň | 16. místo |                                                              | Sestup       |
| ...             |                                                   |           |           |                                                              |              |
| 2003/04         | Královéhradecká a Pardubická krajská liga – sk. B | 4. úroveň | 2. místo  | Finálová skupina (7. místo)                                  |              |
| 2004/05         | Královéhradecká a Pardubická krajská liga – sk. B | 4. úroveň | 3. místo  | Vítěz PAR kraje; baráž o 2. ligu - 1. fáze, 3. kolo (prohra) | 1.           |
| 2005/06         | Královéhradecká a Pardubická krajská liga – sk. B | 4. úroveň | 2. místo  | Zápas o 7. místo (výhra)                                     | Reorganizace |
| 2006/07         | Pardubická krajská liga                           | 4. úroveň | 2. místo  | Finále (prohra)                                              | 2.           |
| 2007/08         | Pardubická krajská liga                           | 4. úroveň | 4. místo  | Zápas o 3. místo (výhra)                                     | 3.           |
| 2008/09         | Pardubická krajská liga                           | 4. úroveň | 6. místo  | Zápas o 5. místo (prohra)                                    |              |
| 2009/10         | Pardubická krajská liga                           | 4. úroveň | 5. místo  | Zápas o 5. místo (prohra)                                    |              |
| 2010/11         | Pardubická krajská liga                           | 4. úroveň | 3. místo  | Zápas o 3. místo (výhra)                                     | 3.           |
| 2011/12         | Pardubická krajská liga                           | 4. úroveň | 5. místo  | Zápas o 3. místo (prohra)                                    | Reorganizace |
| 2012/13         | Pardubická krajská liga – sk. Východ              | 4. úroveň | 2. místo  | Zápas o 3. místo (prohra)                                    | Reorganizace |
| 2013/14         | Pardubická krajská liga                           | 4. úroveň | 8. místo  | Zápas o 3. místo (prohra)                                    |              |
| 2014/15         | Pardubická krajská liga                           | 4. úroveň | 5. místo  | Čtvrtfinále                                                  |              |
| 2015/16         | Pardubická krajská liga                           | 4. úroveň | 5. místo  | Zápas o 3. místo (prohra)                                    |              |
| 2016/17         | Pardubická krajská liga                           | 4. úroveň | 7. místo  | Čtvrtfinále                                                  |              |
| 2017/18         | Pardubická krajská liga                           | 4. úroveň | 8. místo  | Zápas o 3. místo (prohra)                                    |              |
| 2018/19         | Pardubická krajská liga                           | 4. úroveň | 3. místo  | Čtvrtfinále                                                  |              |
| 2019/20         | Pardubická krajská liga                           | 4. úroveň | 7. místo  | Čtvrtfinále. zápas o 7. místo (soutěž přerušena)             |              |
| 2020/21         | Pardubická krajská liga                           | 4. úroveň | 4. místo  | sezóna zrušena kvůli pandemii covidu-19                      |              |
| 2021/22         | Královéhradecká a Pardubická krajská liga – sk. P | 4. úroveň | 1. místo  | Čtvrtfinále                                                  |              |
| 2022/23         | Královéhradecká a Pardubická krajská liga – sk. P | 4. úroveň | 4. místo  | Finále (výhra)                                               | 1.           |
| 2023/24         | Královéhradecká a Pardubická krajská liga – sk. P | 4. úroveň | 7. místo  | Čtvrtfinále                                                  |              |